# Draaitol

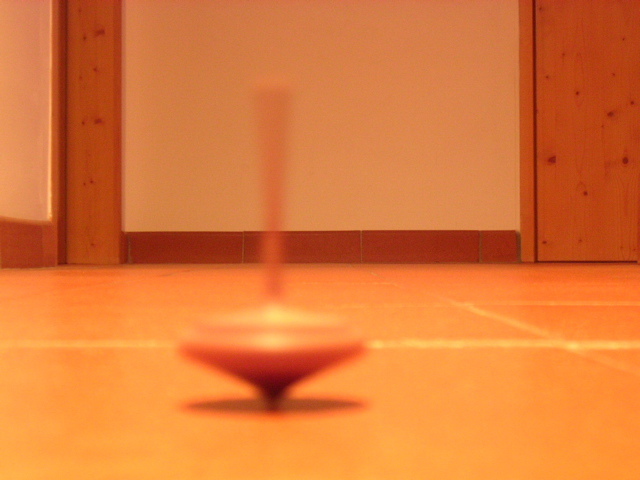
Draaiende tol

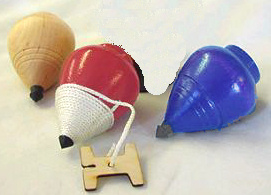
Priktollen

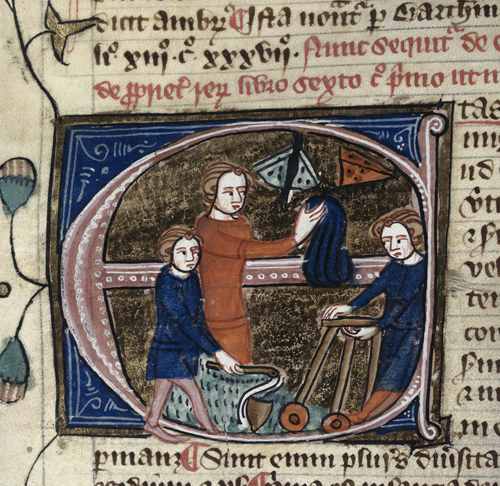
Middeleeuwse miniatuur met drie kinderen die onder meer met een tol en zweep spelen (14e eeuw)

Een draaitol is een stuk speelgoed, dat door snel ronddraaien op een puntje kan blijven staan en zo de zwaartekrachtswetten lijkt te tarten. De definitie van tol is algemener: een voorwerp dat schijnbaar uit zichzelf kan blijven ronddraaien. Een draaitol valt daar ook onder. Een draaitol blijft door de gyroscopische werking overeind staan en valt pas na lange tijd om.

## Soorten
Er zijn verschillende soorten draaitollen: bromtollen, priktollen en wiebelstenen.
- bromtol - Een bromtol is een vrij grote draaitol van metaal die draaiend wordt gehouden door het indrukken van een omhoog stekende pen. De zoemende of brommende toon wordt voortgebracht door luchtwervelingen in een groot aantal gaten in de omtrek van de tol. Dit kan men vergelijken met de wervelingen rond de stemtong van een fluit of over de rand van een fles of pijp die aangeblazen wordt, zoals een panfluit.
- priktol - Priktollen waren in de jaren vijftig van de 20e eeuw onder de jeugd erg populair. De houten priktol loopt naar de onderzijde conisch toe, wordt met een touwtje omwonden dat voor de draaiende beweging zorgt als de tol met een bepaalde beweging op de straat wordt geworpen. Het touwtje moet aan het uiteinde worden vastgehouden, waardoor de tol bij het wegwerpen zal afwikkelen en de draaiende beweging ontstaat. Door de gyroscopische werking richt het snel draaiende corpus zich op en zal de tol op de taats, de metalen punt aan de onderkant, blijven draaien. Bij steeds lagere draaisnelheid zal de verticale stand steeds instabieler worden tot de tol uiteindelijk omvalt en geleidelijk tot stilstand komt.
- In die tijd waren er ook tollen die door er met een klein zweepje tegen aan te slaan draaiend werden gehouden.
- wiebelsteen - Wiebelstenen bestaan uit één stuk en draaien maar in één richting goed.
- zweeftol - Een zweeftol is speelgoed dat met diabolo's en jojo's is te vergelijken.

## Overig
- Draaitol wordt overdrachtelijk gezegd over een persoon die met alle winden meewaait of steeds om opportunistische redenen van mening verandert.
- Een Eulerschijf is een draaiende cirkelvormige schijf die vibrerend tot stilstand komt, denk aan een draaiend muntstuk.
- In Kota Bharu, Maleisië, zijn meesters van het doen draaien van tollen in staat om hun tol tot meer dan een uur draaiende te houden.[1]